# La Mort d'Hyacinthe (Blondel)
Pour les articles homonymes, voir La Mort d'Hyacinthe.
 (octobre 2023).
Si vous disposez d'ouvrages ou d'articles de référence ou si vous connaissez des sites web de qualité traitant du thème abordé ici, merci de compléter l'article en donnant les références utiles à sa vérifiabilité et en les liant à la section « Notes et références ».
La Mort d'Hyacinthe est un tableau  peint par Merry-Joseph Blondel. Il se trouve au musée Baron-Martin à Gray (Haute-Saône).
Il est considéré comme étant postérieur au tableau homonyme de Broc et influencé par lui dans un sens homoérotique, continuant une tradition du 18e siècle.